# 蒙德兰维尔
蒙德兰维尔（法語：Mondrainville，法語發音：[mɔ̃dʁɛ̃vil] ⓘ）是法国卡尔瓦多斯省的一个市镇，属于卡昂区。

## 地理
蒙德兰维尔（49°8'20"N, 0°31'1"W）面积3.17 平方千米，位于法国诺曼底大区卡爾瓦多斯省，该省份为法国西北部沿海省份，北濒大西洋英吉利海峡，东北与滨海塞纳省以海上边界相接，东临厄尔省，南至奧恩省，西与芒什省接壤。
与蒙德兰维尔接壤的市镇（或旧市镇、城区）包括：奥东河畔巴龙、加夫吕、奥东河畔格兰维尔、穆昂、奥东河畔图维尔、蒂和米。

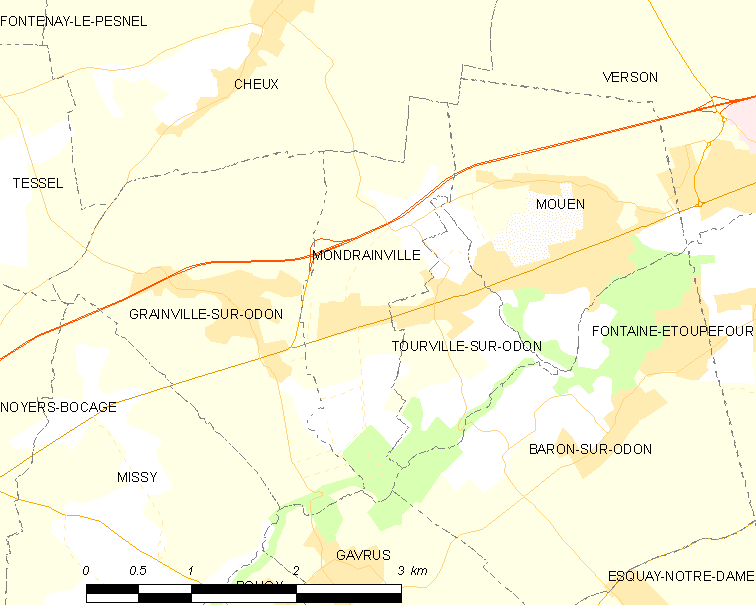
蒙德兰维尔的OSM定位图

蒙德兰维尔的时区为UTC+01:00、UTC+02:00（夏令时）。

## 行政
蒙德兰维尔的邮政编码为14210，INSEE市镇编码为14438。

## 政治
蒙德兰维尔所属的省级选区为埃夫勒西县。

## 人口

1962-2008年间蒙德兰维尔人口变化图示

蒙德兰维尔于2022年1月1日时的人口数量为584人。